# 张人亚故居
29°53′23″N 121°54′1″E / 29.88972°N 121.90028°E
张人亚故居是浙江省宁波市境内一处人物故居，位于北仑区霞浦街道霞南村霞南东路19号，是中国共产党早期干部，第一位宁波籍党员张人亚的故居。张人亚曾于1898至1914年在此居住。房屋建成于清代中期，人称“祠堂后”，建有三间两弄正房一进，东西侧各有三间一弄厢房一间，房屋部分结构已经过改造，与原貌不同。2011年1月7日入选第六批浙江省文物保护单位。